# 珠姫 (イチゴ)

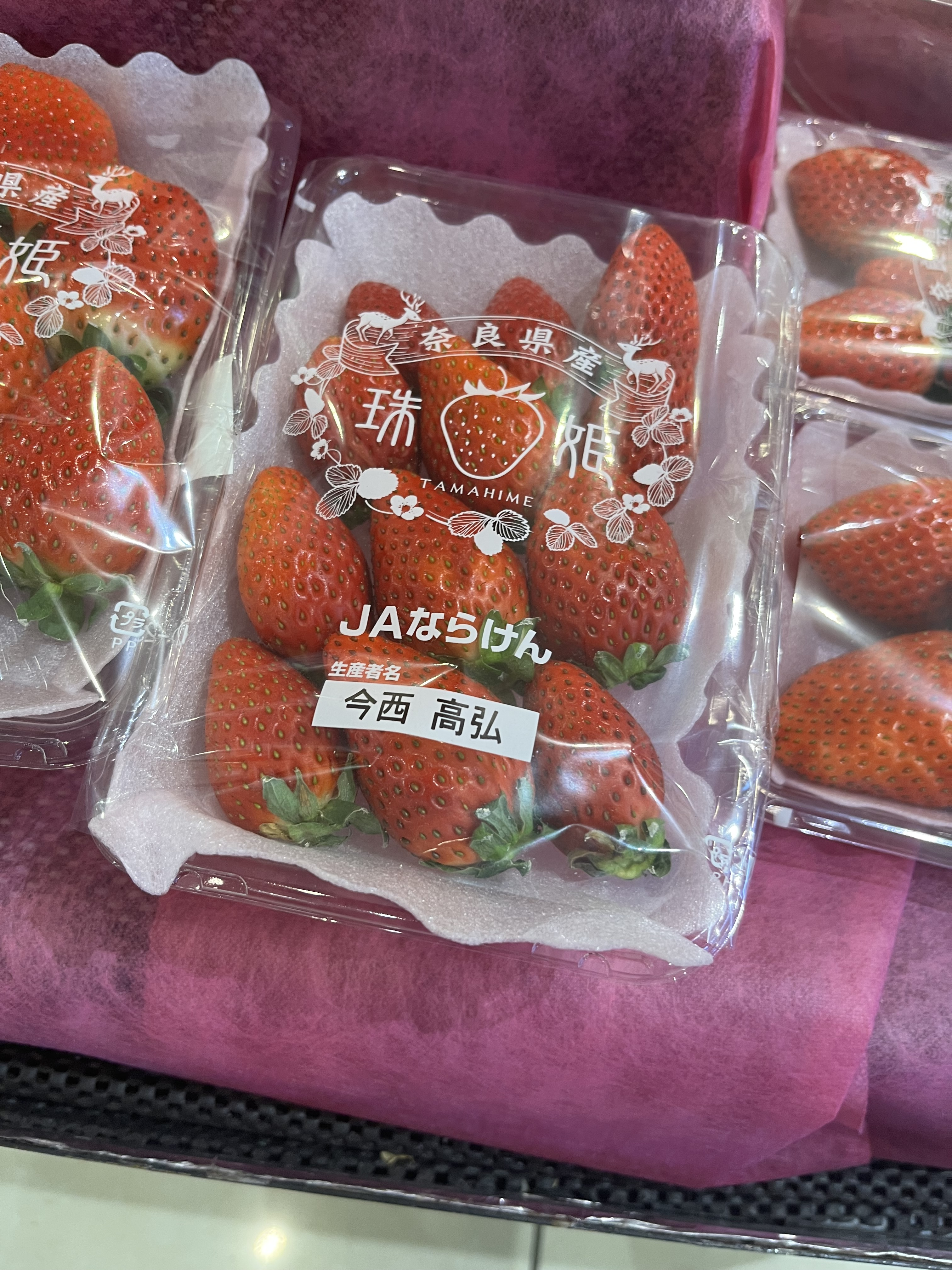

珠姫（たまひめ）は、日本・奈良県が育成したイチゴの品種。粒が大きいのが特徴である。

## 概要
アスカルビー、古都華に続いて奈良県で育成されたイチゴの品種であり、果実が大きいことが特徴である。1個平均33.6グラム、30グラムを超すものが7割を超え、90グラムを超すものも確認されている。なお、アスカルビーと古都華の1粒の平均的な重さは20グラムから25グラムである。
2022年時点での作付け面積は0.7ヘクタール、割合としては0.01パーセントほどである。
萎黄病、うどんこ病、炭そ病に対しては、いずれも抵抗性を有していないため、苗の感染防止対策や収穫開始までの予防策は欠かせないものとなっている。
味は、アスカルビーが糖度と酸味のバランスが良くてジューシー、古都華が糖度と酸度のどちらも高く濃厚な味であるのに対し、珠姫は酸味が少なくさっぱりとした甘みとなっている。

## 系統
奈良県農業研究開発センターが育成した品種で、さちのかととちおとめとを交配したセンター育成系統「系統 22-19-1」にまりひめを交配し、選別した品種である。
2014年から試験栽培を行い、2016年から生産者による試験栽培が行われたが、その際の反応が良く、「来年から栽培したい」という意見もあったため品種登録に踏み切った。
2019年に品種登録出願された。

## 名称
開発時の名称は「奈良9号」であった。
2019年6月から7月に奈良県のウェブサイトなどで名称を募集し、延べ1150人の応募から、生産・流通関係者らで構成される選考会議を経て、奈良県が「珠姫」に最終決定した。「珠姫」で応募したのは、奈良市在住の女性と大和郡山市在住の女性であった。
奈良県農業水産振興課は選考理由について「果皮に光沢があり、卵のように大きい奈良9号の特徴をとらえた親しみやすい名称」と評価している。